# معهد مسك للفنون
معهد مسك للفنون (بالإنجليزية: misk art institute)‏ يُعدُّ مركزاً ثقافياً يهتم بالفن والفنانين، ويعمل تحت رعاية مؤسسة مسك الخيّرية التي أسسها ولي العهد سمو الأمير محمد بن سلمان بن عبدالعزيز آل سعود في 2013. وقد تأسس المعهد في 2017م ويسعى إلى تشجيع المواهب الفنية الشابة المحلية في المملكة العربية السعودية والإرتقاء بسمعة الفنون السعودية والعربية وتمكين التبادل والحوار الثقافي العالمي.

## الموقع
يعمل المعهد إقليمياً ودولياً، ومقره الرئيسي في مدينة الرياض، يشتمل على استوديوهات فنية ومساحات مخصصة للمعارض، ومركز فني واستوديوهات للفنانين المقيمين في «قرية المفتاحة للفنون» في مدينة أبها.

## إدارة المعهد
- يُدير المعهد الفنون عبر فريق العمل الذي يعمل على كل المستويات، ليكون الفنان هو محور نشاطاته.[2]
- يساهم المعهد عبر الحوار الثقافي المتبادل في دعم المواهب المبدعة لإنتاج الأعمال الفنية وتطوير الخبرات وتعزيز المنصات المتخصصة بعرض الأعمال داخل المملكة وخارجها في المحافل الدولية.

## الجمهور
- تشجع المبادرات والمعارض والبرامج الثقافية والفعاليات العامة على التفاعل الثقافي، وتعمل على الترويج لأهمية وقيمة الفن السعودي والعربي إقليمياً وعالمياً.[2]
- البرامج الثقافية المحلية والمبادرات التثقيفية تنمي الوعي الفني على جميع المستويات داخل المجتمع السعودي.

## أسبوع مسك للفنون
هو أسبوع سنوي، يجمع الفنون والفنانين من مناطق المملكة المختلفة، ويتضمن العديد من الفعاليات التشكيلية، والفنون الأخرى المصاحبة، من ندوات ومحاضرات وورش عمل وفنون موسيقية، وغيرها من الفنون.

## المعارض
قدم معهد مسك للفنون العديد من المعارض والفعاليات، من أهمها:
- عزيمة.
- تاريخ المستقبل.
- سراب.
- أحاديث الحنين.
- الفن والهندسة في الشرق الأوسط الحديث.
- معرض نكست ويف – أسبوع برلين للفنون.
- الطباعة بالشاشة الحريرية.

## التأليف الثقافي في العالم العربي
يعدُّ التأليف الثقافي ذا أهمية كبيرة، لدعم الإنتاج الثقافي والمعرفي بكل أشكاله ومجالاته، خصوصًا المتعلق بتعزيز الهوية الوطنية وتعميقها، والمنوط بتشجيع الأجيال الشابة على الكتابة والنشر، بوصف ذلك مدخلًا رئيسًا لرفع مستوى الإنتاج المعرفي، وقد أسهم المعهد بذلك عن طريق:
- مشاركة المعهد، من خلال التفاعل والحوار الإبداعي المعاصر على إيجاد أرضية قوية لتوثيق المؤلفات الثقافية، على المستوى الإقليمي في العصر الحديث.[2]
- المشاركة المستمرة في المعارض الدولية والمبادرات وتنمية الشراكات الثقافية تعمل على تعزيز دور المملكة العربية السعودية والعالم العربي بمساهمات فاعلة في المنصات الإبداعية العالمية.

## الشركاء والمتعاونون
يربط معهد مسك للفنون الجمهور المحلي والإقليمي والعالمي بالإنتاج الثقافي المعاصر للمملكة العربية السعودية والعالم العربي من خلال شبكة من الشركاء والهيئات المتعاونة معه.

### الشركاء والمتعاونون لعامي 2017 ـ 2018
- مؤسسة /21.39/، جدة.
- السركال، دبي.
- دبي للفنون.
- باريس للفنون.
- مؤسسة إعادة توجيه الفن.
- صالة أثر، جدة.
- متحف بروكلين، نيويورك.
- مؤسسة كروسوي، لندن.
- محجوز كلياً، دبي/ نيويورك.
- معهد العالم العربي، باريس.
- بينالي البندقية.
- متحف اللوفر، باريس.
- متحف الفن الحديث (موما)، متحف نيويورك، واشنطن دي سي.
- فيلبس، نيويورك.
- مركز كينيدي، واشنطن دي سي.
- متحف الميتروبوليتان، نيويورك.
- برنامج الأمم المتحدة الإنمائي.
- منظمة اليونسكو.
- منتدى الواقع الافتراضي الدولي، كرانس مونتانا، سويسرا.

## منحة مسك للفنون
هي منحة سنوية، بدأت في 2020، تهدف إلى دعم الفنانين والمصمّمين، لتحقيق مشاريعهم الفنية التي طالما حلموا بها، وتعد هذه المنحة الأولى من نوعها في المملكة العربية السعودية، وتتضمن برامج التوجيه والإرشاد مع نخبة من المختصين، وتشمل تقديم الدعم الفني، حيث إن كل نسخة من المنحة، تمثّل موضوعًا مختلفًا.

### منحة مسك للفنون 2020
تم اختيار مفهوم "مكوث" بوصفه موضوعًا لبرنامج المنح الفنية في عامه الأول، تأكيدًا على دور الفنان في توثيق الأحداث، وجعل هذه المرحلة بدايةً فنيةً، لها قيمة ومميزات، لا توفرها الظروف العادية. وأتاح للمشارك حرية إطلاق خياله، واختيار أدواته التعبيرية وموضوعه، لتقديم مشروع فني، يقوم بعد ذلك معهد مسك للفنون بتوثيق الأعمال الفنية للمشاركين في البرنامج وعرضها، في منصاتٍ مختلفة، سواء محليًّا أو دوليًّا.

### منحة مسك للفنون 2021
استلهمت فكرة منحة مسك للفنون السنوية الثانية "قيد الإنشاء"، من الحالة الرمزية للمجتمع العربي، بوصفها مراكز ثقافية ناشئة، تعنى بالفكر على وجه الخصوص، وكيفية النظر إلى الهوية، على أنها رمز للنمو، والاستمرارية، والتكرارات اللانهائية للتمثيلات الثقافية عبر التاريخ. وشملت الفنانين والمصممين في السعودية والوطن العربي. وقدم الفنانون العروض المقترحة، بوصفهم أفرادًا أو مجموعات، في مجال الرسم والنحت والتصوير الفوتوغرافي والفنون البصرية، بتخصصاتها المختلفة.

### منحة مسك للفنون 2022
منحة مسك للفنون في 2022، موجهة للفنانين والمصممين من الشرق الأوسط وشمال أفريقيا، لتحسين ممارساتهم الفنية، والعمل بشكل وثيق مع مقيمين فنيين وموجهين، لتعزيز الإنتاج الإبداعي، كما تقدم الدعم المالي، الذي يصل إلى 1000000 ريال سعودي (266632 دولار أمريكي). وتُقسّم على متلقّي المنحة.

### سراب
قدم معهد مسك للفنون في نسخة 2022، معرض "منحة مسك للفنون: "سراب"، حيث عرض أعمال منحة مسك للفنون، ستةُ فنانين صاعدين استثنائيين، من المملكة والكويت والإمارات والمغرب، تعمقوا في مفهوم "سراب" عبر خيالات الصحراء، والظواهر البصرية، وإعادة سرد حكايات التراث والثقافة.

## أسبوع مسك للفنون
ينظم معهد مسك للفنون أسبوع مسك للفنون في شهر ديسمبر دوريًّا بشكل سنوي، ويتضمن الأسبوع معارض وعروضًا فنية، والمنتدى الإبداعي، ودورات مختصة، وورش عمل، وسوق الفن والتصميم، وعروضًا موسيقية وأدائية، وعددًا من المعارض المصاحبة.
في ديسمبر 2022 كان أسبوع مسك للفنون، يتمحور حول مفهوم الحنين، وكيفية تأثيره على الفن والتصميم. وكان المنتدى الإبداعي المصاحب، يتناول موضوع الذكريات والمشاعر، حيث يجمع المنتدى متخصصين بالفن، لنقاش موضوعات تتعلق بالذاكرة والحنين، ويدعو فيه للحراك، لأرشفة الذاكرة الجماعية وحفظها، ومشاركة المعلومات، من أجل بحث طرق كفيلة بالحفاظ على ذاكرة الثقافات وابتكارها.
أما فعالية سوق الفن والتصميم التي أقيمت ضمن أسبوع مسك للفنون، فكانت في جناح مجاني لأكثر من 80 فنانًا ومصمِّمًا. ويُعد أسبوع مسك للفنون، منصـةً إبداعـيـة، تخلـق فـرصًا للنـمـو المـهـني، والتعــاون الإبداعـي بيـن الفنانيـن والمصمـمـيـن والحرفييـن ورواد الأعمـال في المجـال الإبداعـي، فيما تتيح البرامج التعليمية ضمن الأسبوع للفنانين الصاعدين، والطلبة، وهواة الفن، لإطلاق مواهبهم الإبداعية، وتطوير قدراتهم.
كما أقيم معرض "عزيمة" الذي جمع 10 فنانين من دول الخليج المختلفة. وقدم معرض معهد مسك للفنون 12 فنانًا سعوديًّا وعالميًّا، تدور أعمالهم حول مفهوم الزمن والذاكرة، من خلال عدسة التقنيات الناشئة تحت عنوان "أحاديث الحنين"، وبرنامج الإقامة المحلي في الرياض لتنمية قطاع الفن. أما صالون مكتبة الفن، فقد وفّر منصةً للالتقاء بعشاق الأدب والفن في أمسيات، تقدّم حوارات، وقراءات، ومنصات توقيع كتب جديدة.

## إقامات مسك الفنية
تهدف إقامات مسك الفنية، إلى دعم التطوير الفني والممارسة الفنية للمبدعين، وتعزيز إمكانيات التبادل الهادف بين المجتمع المحلي والمشهد الثقافي العالمي، حيث تتضمن برنامجين، هما:

### برامج الإقامة المحلية
وهو برنامج يستهدف الفنانين السعوديين وغير السعوديين، حيث تنقسم الإقامة المحلية إلى نوعين: 
- برنامج إقامة مساحة، وهو برنامج مدته 12 أسبوعًا، يقام مرتين في السنة، ويحتضن فنانين سعوديين وغير سعوديين.
- برنامج إقامة فنية قصيرة، وهو برنامج مدته شهر، وهو مختص بالفنانين السعوديين.

### برامج الإقامة الدولية
وهو برنامج بالشراكة مع مؤسسات ومعاهد فنية عالمية، بهدف منح الفنانين السعوديين فرصة لتطوير ممارساتهم، والاطلاع على المشهد الثقافي العالمي.

## مكتبة الفنون
في عام 2021، أطلق المعهد مبادرة لكتابة سلسلة من الكتب الفنية عن الفنانين السعوديين والعرب ونشرها، باللغتين العربية والإنجليزية، تحت مسمى "مكتبة الفن"، وهي سلسلة منشورات فنية مبتكرة، مخصصة لتسليط الضوء على بعض أبرز الفنانين العرب المعاصرين، وهم الأكثر تأثيرًا، مع التركيز خصوصًا على الفنانين السعوديين. وتهدف هذه المبادرة إلى إنشاء مورد يسهل الوصول إليه، على أن يكون مقنعًا، ويقدم للقراء بانوراما شاملة للاتجاهات التي شكلت تاريخ الفن العربي الحديث والمعاصر. تعاون معهد مسك للفنون مع منشورات ريزولي الدولية، لتحقيق هذا المشروع الرائد الجديد، مع نائب الأصول والمراكز الثقافية، والمدير العام السابق لمعهد العالم العربي في باريس، منى خزندار، بوصفها محرًرا للمطبوعة. وسيتم إصدار 4 كتب سنويًا، تركز على أعمال مختارة في مسيرة الفنان. تتضمن السلسلة مقالات مسهمة، لكبار المقيمين والكتاب والمتخصصين، منشورة باللغتين العربية والإنجليزية.

## البرامج العامة والدورات التدريبية
ينظم معهد مسك للفنون برامج شهرية وورش عمل تهتم في تطوير الفنون، وتقدم مواضيع تدريبية مختلفة، مثل:
- الكتابة عن عالم الفن المعاصر.
- فن الذكاء الاصطناعي.
- تصميم المعارض الفنية.
- مقدمة في إدارة المشاريع الفنية.
- أساليب الرسم بالأكريليك.
- العلامات التجارية العربية والهوية البصرية.
- التنسيق الفني للمساحات العامة.
- دورة تطوير البورتفوليو.
- أساسيات الرسم الزيتي.
- برنامج ممارسات التقييم الفني.
- برنامج التصوير الفوتوغرافي.
- مهارات الخط العربي.
- أدوات التفكير النقدي للفنانين.
- استوديو آن هولتروب.

## الجوائز
فاز معهد مسك للفنون بجائزة المؤسسات الثقافية في مسار القطاع غير الربحي في الدورة الثانية من مبادرة الجوائز الثقافية الوطنية عام 2022.

## وصلات خارجية
- معهد مسك للفنون (الموقع الرسمي)